# جان نورث (تاریخدان)
جان نورث (انگلیسی: John North; ۱۹ مهٔ ۱۹۳۴ – ۳۱ اکتبر ۲۰۰۸) مورخ در تاریخ علم، و استاد دانشگاه اهل بریتانیا بود.